# Abderrahmane Laghouati
Pour les articles homonymes, voir Laghouati.
Abderrahmane Laghouati, né en 1926 et mort le 30 avril 2010 à l'âge de 84 ans des suites d'une longue maladie, est un ancien moudjahid.

## Biographie

### Guerre d'Algérie
Connu  sous le nom de guerre de Laroussi , il dirige d’une main de maître un début de création des services des transmissions par les autorités militaires de la révolution. Par la suite, il est désigné inspecteur dans l’organigramme des transmissions du premier gouvernement provisoire de la République algérienne. Abderrahmane Laghouati est derrière le lancement de la radio clandestine  qui est en quelque sorte la voix de l’Algérie libre et combattante.

### Kassaman
Il effectue le premier enregistrement de Kassaman, l'hymne national algérien. L'hymne est rédigé par le poète Moufdi Zakaria en prison le 25 avril 1955. La revue El Rassed, l’organe central du Centre national des études et des recherches sur le Mouvement national et la Révolution du 1er novembre 1954, publie le texte de Kassaman et précise « poème de Moufdi Zakaria, composition de Mohamed Fawzi, rédaction : prison de Barberousse, cellule 69, Alger le 25 avril 1955 ». Quoi qu’il en soit, le poème proposé à Abane Ramdane reçoit tout de suite son approbation. Kassaman est né, reste à le mettre en musique. La tâche est d’abord confiée à Mohamed Touri qui sollicita des jeunes choristes. L’enregistrement est fait par Abderrahmane Laghouati.

### L'après-guerre
Il est un des premiers dirigeants de l'institution publique RTA de l'Algérie indépendante , a également contribué, par la suite, à l'émergence  de publications spécialisées dans la culture et la communication, notamment  la fameuse revue Les Deux Écrans, aujourd'hui disparue.
Dirigeant l'ex-RTA de main de maître à un moment crucial de son évolution, peu de temps après l'indépendance du pays, il est connu pour avoir encouragé  une présence accrue des femmes dans l'animation et la production télévisuelle  ou radiophoniques, notamment en leur ouvrant les portes des services techniques  et du montage, selon de récents témoignages.
Il occupe aussi le poste de directeur général de l’office national du cinéma.